# 山河智能装备集团
山河智能装备集团，简称山河智能，是中華人民共和國一家以工程机械为主业的企业，总部设于湖南省长沙市长沙经济技术开发区，以山河智能装备股份有限公司（深交所：002097）为核心，集团分别在无锡市、安徽省、天津市、欧洲建立了多家分公司；集团总资产近50亿元，员工3500余人。

## 历史沿革
山河智能创始于1999年，原名“长沙山河工程机械有限公司”。2006年，山河智能装备股份有限公司于深交所上市。
2011年更为现名并完成集团化改造，7月28日山河智能装备集团正式成立。公司位于长沙星沙的位于山河工业城规划面积178公顷（2,670亩），一期工程占地67公顷（约1000亩）。
2018年，入围全球工程机械制造商50强。